# Izdebki (województwo wielkopolskie)
Izdebki (niem. Eichenrode) – wieś w Polsce położona w województwie wielkopolskim, w powiecie pilskim, w gminie Łobżenica.
W latach 1975–1998 miejscowość administracyjnie należała do województwa pilskiego. Pierwsze wzmianki pochodzą z 1484 roku, powstało tutaj pierwsze osadnictwo chłopskie, które z niewiadomych przyczyn zostało zniszczone. Po wojnie trzydziestoletniej w latach 1653-1773 istniał w Izdebkach folwark o powierzchni 5 łanów. W 1773 wieś była własnością rodziny Potulickich. W pierwszej połowie XIX wieku majątek przeszedł w niemieckie ręce, radcy Hermanna. Prawdopodobnie za jego sprawą Izdebki otrzymały niemiecką nazwę Elchenrode.